# Якоб (патриарх Эритрейский)
Патриарх Якоб (в миру Абуна Якоб) (1926 Итальянская Эритрея — 1 декабря 2003 Асмэра, Эритрея) — второй патриарх Эритрейской православной церкви (с 9 декабря 2002 по 1 декабря 2003).

## Биография
Родился в 1926 году в Эритрее.
9 декабря 2002 года был избран Патриархом Эритрейской православной церкви.
Скончался 1 декабря 2003 года в Асмэра, а на посту патриарха его сменил Антоний (Дебретсион).